# Ninja Tune
Ninja Tune – pochodząca z Londynu wytwórnia płytowa założona w 1991 roku przez dwóch DJ-ów – Matta Blacka i Jonatana Moore'a, znanych bardziej jako formacja Coldcut. Zasłynęli oni w połowie lat 80. XX wieku nowatorskimi aranżacjami anglojęzycznej muzyki popularnej. Jako jedni z pierwszych wykorzystali do tego oprogramowanie komputerowe. Wytwórnia w krótkim czasie wypromowała wielu artystów i producentów, którzy nadali jej niepowtarzalne brzmienie.
Muzyka produkowana przez Ninja Tune to bardzo szerokie okolice elektroniki, abstrakcyjnego hip-hopu, acid-jazzu, nu jazzu, jungle, ambient dance, instrumentalnego hip-hopu, chillout. Artyści wykorzystują pełne spektrum narzędzi, od klasycznych instrumentów w wieloosobowych składach, przez gramofony i samplery po komputer. Również emocjonalne nacechowanie brzmień jest bardzo zróżnicowane, od spokojnych kompozycji Bonobo, po bardzo szybko cięte dźwięki Amona Tobina.

## Radio
W 1988 roku założyciele wytwórni rozpoczęli nadawanie autorskiej audycji "Solid Steel" w pirackiej wówczas rozgłośni radiowej KissFM. Od 1999 roku program nadawany był przez BBC. Solid Steel to jedna, dwugodzinna audycja tygodniowo. Są to zazwyczaj cztery pół godzinne sety przeróżnych artystów, niekoniecznie wydających swoje płyty w wytwórni. Wśród rezydentów Solid Steel znajdziemy znanych brytyjskich DJ-ów, takich jak DK, Black Grass, J Mountain, Steinsky, Collin Millar lub Strickly Kev. Każdy z nich używa podczas jednego setu od kilku do kilkudziesięciu fragmentów utworów ze wszystkich gatunków muzycznych świata, tworząc z nich spójną, nową jakość.  
Radio Solid Steel nadaje w postaci streamingu w sieci internet oraz w eterze. Dostępne są linki do godzinnych podcastów RSS (streaming mp3) oraz Windows Media Audio (streaming WMA w zamkniętym protokole mms). Dostępny jest również spis kilkudziesięciu światowych rozgłośni tradycyjnych, które transmitują audycję na żywo w każdy piątek wieczorem. Niektóre audycje zostały wydane w tradycyjnej formie na płycie CD. Część wydań można znaleźć też w sieciach p2p.

## Wytwórnie podległe
Częścią Ninja Tune jest kilka wytwórni podległych, specjalizujących się na konkretnych stylach muzycznych:
- Big Dada (założona w 1997 roku przez Willa Ashona z myślą o artystach hip-hopowych[1])
- Brainfeeder (założona przez Flying Lotusa[1])
- Counter
- Girls Music
- Motion Audio
- Ntone
- Werkdiscs / Ninja Tune (założona przez Actress[1])

## Artyści związani z wytwórnią
- 9 Lazy 9
- Ammoncontact
- Amon Tobin
- Animals On Wheels
- Antibalas Afrobeat Orchestra
- Blockhead
- Bonobo
- Chris Bowden
- The Cinematic Orchestra
- Chocolate Weasel
- Chris Bowden
- Clifford Gilberto
- Coldcut
- Emika
- Eskmo
- Daedelus
- DJ Food
- DJ Shadow
- DJ Vadim
- DK
- Dynamic Syncopation Productions (DSP)

- Fink
- Flanger
- Fog
- Funki Porcini
- The Herbaliser
- Hexstatic
- Hint
- Homelife
- The Irresistible Force
- Jaga Jazzist
- Kid Koala
- King Cannibal
- Loka
- Mixmaster Morris
- Mr. Scruff
- Neotropic
- Pest
- Rainstick Orchestra
- Roots Manuva
- Sixtoo
- Skalpel

- Slugabed
- Super Numeri
- Treva Whateva
- The Bug
- The Heavy
- The Qemists
- Up, Bustle and Out
- Wagon Christ
- Yppah